# Березин, Павел Фёдорович
Па́вел Фёдорович Бере́зин (псевдоним Орлеанс; 1904—1976) — генерал-майор авиации, Ответственный секретарь комиссии по вопросам международных воздушных сообщений СССР при СНК СССР (1945-1947), Начальник управления Гражданской авиации при СМ СССР (1947).

## Биография

Могила Березина на Преображенском кладбище Москвы.

Павел Фёдорович Березин родился 19 июня (в справочнике 10 июня, число приведено по указанному на могиле) 1904 года в деревне Большая Кузовошка. В 1918 году он окончил высшее начальное училище в Уржуме. В 1925 году Березин пошёл на службу в Рабоче-Крестьянскую Красную Армию. В 1928 году он окончил Нижегородскую пехотную школу, в 1936 году — курсы усовершенствования начальствующего состава при Военно-воздушной академии имени Н. Е. Жуковского, в 1937 году — курсы иностранных языков Разведывательного управления РККА, в 1939 году — Военную академию имени М. В. Фрунзе.
В декабре 1940 года Березин был направлен на работу помощником военного атташе по авиации при посольстве СССР в США. 10 июня 1941 года он был объявлен персоной нон грата и должен был быть выслан на родину, однако после начала Великой Отечественной войны Государственный департамент США отменил это решение.
Генерал-майор авиации, звание присвоено 11 мая 1944 года.
В распоряжении командования с декабря 1943 года по февраль 1944 года; и. д. начальника 4-го отдела 2-го Управления ГРУ РККА с февраля 1944 года по январь 1945 года; ответственный секретарь комиссии по вопросам международных воздушных сообщений СССР при СНК СССР с января 1945 года по март 1947 года; начальник управления Гражданской авиации при СМ СССР с марта по август 1947 года; в распоряжении ГРУ ГШ ВС СССР с августа по сентябрь 1947 года; и. д. старшего преподавателя военно-дипломатической службы кафедры истории международных отношений и дипломатии Военно-дипломатической академии ВС СССР с сентября 1947 года по май 1955 года. С мая 1955 года в запасе.
Проживал в Москве. Скончался 6 октября 1976 года, похоронен на Преображенском кладбище Москвы.

## В документальном кино
Документальный фильм: Визит в Bell Aircraft делегации во главе с генералом Н.И. Петровым (производство Bell Aircraft, 1944 год)

## Избранные труды
- Березин П. Ф. Красная авиация в борьбе с белополяками. — М.: Воениздат, 1940. — 88 с. — (Военно-историческая библиотека)
- Березин П. Ф., Гуля А. А. Военно-транспортная авиация капиталистических стран. — М.: Воениздат, 1964. — 327 с.
- Васильков Г. С., Березин П. Ф., Гарцев В. П. и др. Военно-авиационный словарь. — М. : Воениздат, 1966. — 472 с.

## Награды
Был награждён орденом Ленина (15.11.1950), двумя орденами Красного Знамени, орденом Отечественной войны 1-й степени и двумя орденами Красной Звезды, а также рядом медалей.

## Комментарии
1. ↑  Деревня Большая Кузовошка[4], входившая в Пилинскую волость (в 1926 году — в Уржумскую волость) Уржумского уезда, в последующем входила в состав Пустопольского сельсовета Уржумского района (в 1945—1955 — Буйского района)[5]. Ныне — урочище Новая Кузовошка[6] (Большая Кузовошка[7]) в Уржумском районе Кировской области. Указание в некоторых источниках в качестве места рождения деревни Вольши, по-видимому, ошибочно; в числе населённых пунктов Вятской губернии / Кировской области населённый пункт с таким названием не обнаружен.